# 伊藤信恒
伊藤 信恒（いとう のぶつね）は、戦国時代の武将。石見吉見氏の家臣。父は伊藤頼在。

## 生涯
吉見氏家臣の伊藤頼在の子として生まれる。延徳2年（1490年）に父・頼在が石見国鹿足郡吉賀で死去し、その後を継ぐ。
その後、信恒は吉見頼興と隆頼の2代に仕えて武功を挙げ、天文5年（1536年）に石見国で死去。嫡男の実信が後を継いだ。